# Corba d'indiferència

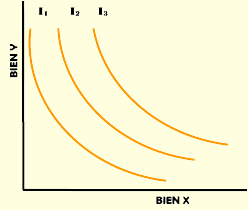
Figura 1. Un exemple de mapa d'indiferència amb dos béns elegibles X i Y i tres corbes d'indiferència, és a dir, tres nivells de satisfacció diferents.

En microeconomia les corbes d'indiferència (també anomenades corbes de preferència) són combinacions de béns, representades com a conjunts de punts a l'espai, per als quals la satisfacció d'un consumidor és idèntica. Això vol dir que per a tots els punts pertanyents a una mateixa corba, el consumidor no té preferència sobre una combinació o una altra. La satisfacció del consumidor es caracteritza mitjançant la funció d'utilitat, on les variables són les quantitats de cada bé, representades pel valor sobre cada eix.
Les preferències del consumidor li permeten escollir entre diferents cistelles de consum. Si s'ofereix a un consumidor dues cistelles diferents, triarà la que satisfà millor els seus gustos. Si totes dues satisfan els seus gustos en la mateixa mesura, es diu que el consumidor és «indiferent» entre les dues cistelles. Hi ha discrepàncies entre autors sobre si la continuïtat, la derivabilitat i la convexitat d'aquestes corbes estan garantides i això té fortes implicacions en la discussió sobre l'existència o no de punts d'equilibri. Des d'un punt de vista matemàtic la discussió implica l'axioma de l'elecció.

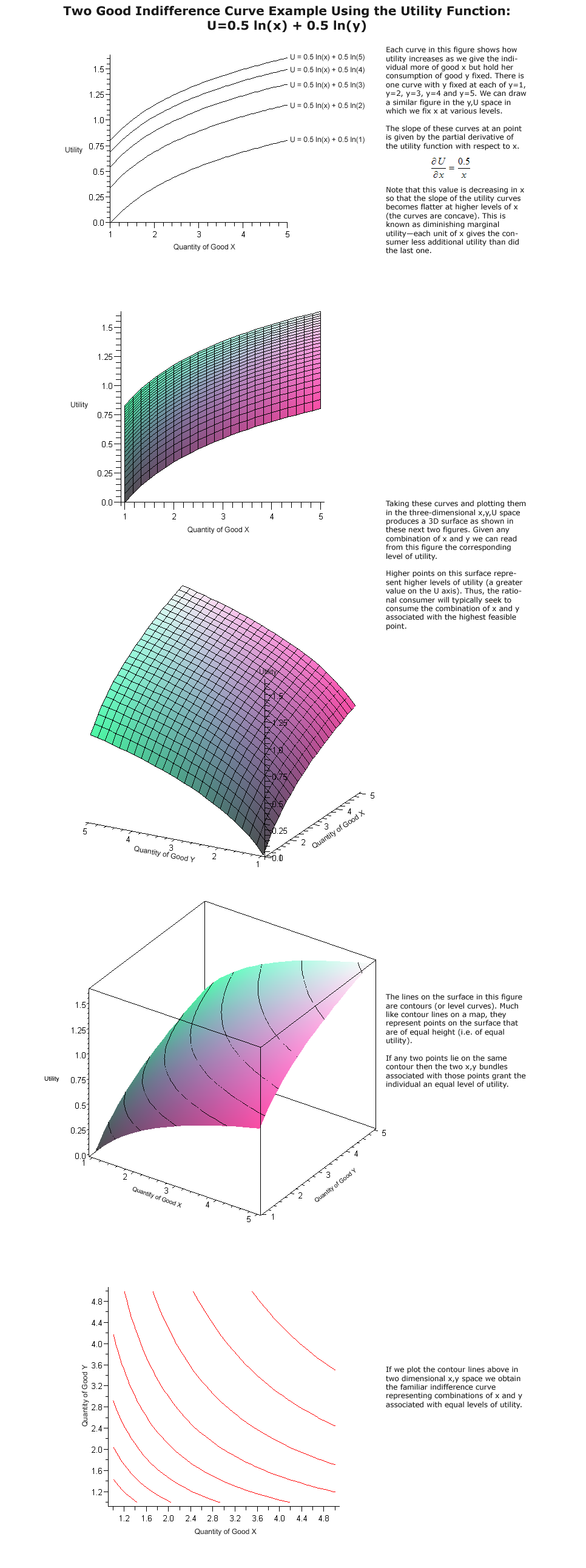
Figura 2. Deducció de les corbes d'indiferència. En primer lloc, es mostra que la utilitat marginal és decreixent respecte a les dues variables (requisit perquè les corbes siguin convexes i hi hagi equilibri). A continuació es crea una representació de la funció en què Z sigui la utilitat. Finalment es projecten les corbes de nivell al pla XY.

La representació gràfica més habitual presenta dos béns alternatius X i Y (Figura 1), entre els quals el consumidor pot triar. Els punts de cada corba representen les combinacions de béns X i Y que proporcionen la mateixa utilitat al consumidor.

## Història
La teoria de les corbes d'indiferència va ser desenvolupada per Francis Edgeworth en el seu llibre Mathematical Psychics: an Essay on the Application of Mathematics to the Moral Sciences, 1881, Vilfredo Pareto les va dibuixar per primera vegada en el seu llibre "Manuale di economia politica con una introduzione alla scienza sociale", 1906. La teoria es deriva de la teoria de la utilitat ordinal, on es pressuposa que els individus poden classificar qualsevol combinació de béns per ordre de preferència, sent l'origen d'aquesta els treballs de William Stanley Jevons.

## Mapa de corbes
Cada combinació de béns ofereix un determinat nivell d'utilitat, per la qual cosa passen corbes d'indiferència per tots els punts del pla. Les corbes d'indiferència són així similars a les corbes de nivell d'un mapa, que representen línies de la mateixa altitud. Hi ha infinites corbes d'indiferència en un pla.
La representació gràfica que mostra el conjunt de corbes d'indiferència per a un consumidor s'anomena mapa d'indiferència. Els punts que mostren nivells d'utilitat diferents estan associats amb diferents corbes d'indiferència. Una corba d'indiferència descriu les preferències personals, per tant, pot variar entre individus. El mapa d'indiferència mostra així les preferències del consumidor ordenades, el salt d'una corba a un altre comporta un salt en la utilitat de l'individu.

## Propietats de les corbes d'indiferència

Figura 3. Dues corbes d'indiferència que es tallin incompleixen el principi de transitivitat de les preferències del consumidor.

Les corbes d'indiferència representen les preferències del consumidor i de forma genèrica se'n poden treure conclusions que són traslladables a les propietats de les corbes d'indiferència, són per tant les regles o propietats que regeixen l'ordenació del mapa de corbes d'indiferència d'un individu. La teoria del consumidor es basa en preferències regulars dels consumidors perquè els equilibris enunciats siguin vàlids, per tant les preferències i, per tant, les corbes d'indiferència han de complir una sèrie de requisits per estudiar l'equilibri del consumidor:
1. Es prefereixen les corbes més allunyades de l'origen. Donat l'axioma d'insaciabilitat, els consumidors prefereixen combinacions amb una quantitat més gran de béns. A la figura 1 es mostra un mapa d'indiferència compost per tres corbes. La que està situada més a la dreta i més amunt (I₃) representa un consum més gran que la situada més a l'esquerra i més avall (I1), per tant, el consumidor prefereix la corba d'indiferència més alta (I₃) a la més baixa (I1).[6]
2. Són decreixents. D'acord amb el principi exposat anteriorment, les corbes d'indiferència han de ser decreixents, és a dir, tenen pendent negatiu. Una disminució en el consum d'un bé es compensa amb un increment en el consum de l'altre bé per mantenir la mateixa satisfacció. També es podria expressar de manera que l'increment del consum d'un bé (X) no produeix un increment de la satisfacció total de l'individu si es compensa amb una disminució del consum de l'altre bé (Y). El pendent d'una corba d'indiferència (relació marginal de substitució) reflecteix la taxa a la qual el consumidor està disposat a substituir un bé per l'altre. En la majoria dels casos, al consumidor li agraden tots dos béns. Per tant, si la quantitat d'un bé es redueix, s'ha d'augmentar la quantitat de l'altre bé perquè el consumidor se senti igualment satisfet. Per això, la majoria de les corbes d'indiferència tenen pendent negatiu. Com a excepció, només les corbes d'indiferència corresponents a béns el consum dels quals produeix un rebuig serien creixents.[7]
3. Les corbes d'indiferència no es creuen. A partir del caràcter transitiu de les preferències, es dedueix que passa una única corba d'indiferència per cada punt de l'espai. Si dues corbes d'indiferència es creuessin, com al punt B de la Figura 3, aleshores, atès que el punt B es troba a la mateixa corba d'indiferència que el punt A, els dos punts produirien la mateixa satisfacció al consumidor. A més, pel fet que el punt B es troba a la mateixa corba d'indiferència que el punt C, aquests dos punts també atorgarien la mateixa utilitat. Però aquestes conclusions impliquen que els punts A i C també farien el consumidor igualment feliç, tot i que el punt C té més dels dos béns. Això contradiu el supòsit que el consumidor sempre prefereix més dels dos béns que menys. Per això, les corbes d'indiferència no es poden creuar.[7]
4. Són corbes convexes cap a l'origen. Això significa que es valora més un bé com més gran és la seva escassetat. Quan es disposa en abundància d'un bé, el consumidor està disposat a prescindir d'una unitat a canvi de poca quantitat del bé alternatiu. No obstant això, quan renuncia a un bé escàs, només manté el nivell d'utilitat si cada unitat renunciada es compensa amb quantitats creixents de l'altre bé. El pendent d'una corba d'indiferència és la taxa marginal de substitució, entesa com la relació d'intercanvi entre els béns disposada per un consumidor. La taxa marginal de substitució depèn usualment de la quantitat de cada bé que l'individu està consumint. En particular, pel fet que les persones estan més disposades a intercanviar els béns que tenen en abundància i menys disposades a intercanviar aquells béns de què tenen poc, les corbes d'indiferència són convexes a l'origen.

## Aplicacions

Figura 4. Per maximitzar la utilitat, una llar hauria de consumir a (Qx, Qy). Suposant que ho fa, es pot deduir un seguit complet de demandes a mesura que fluctua el preu d'un bé.

Les corbes d'indiferència juntament amb el pressupost que disposa el consumidor per gastar (recta de balanç) són els elements fonamentals per determinar el punt d'equilibri d'un consumidor i deduir-ne la corba de demanda, definida com el conjunt de punts que potencialment poden ésser d'equilibri. Perquè les conclusions assolides en l'equilibri del consumidor siguin correctes, cal que les preferències dels consumidors siguin regulars i, per tant, les corbes d'indiferència compleixin les restriccions exigides pel model (continuïtat, derivabilitat, convexitat, utilitat marginal decreixent en ambdós béns, no substituïbilitat perfecta, entre d'altres).

### Exemple de corbes d'indiferència
A la figura 1, el consumidor preferirà I₃ en comptes de I₂, i també preferirà I₂ millor que I1, però no informa on es col·locarà el consumidor dins de la corba. El pendent d'una corba d'indiferència (en valor absolut), conegut pels economistes com a relació marginal de substitució, mesura la relació en què el consumidor està disposat a substituir un bé per l'altre. Per a la majoria dels béns, la relació marginal de substitució no és constant, així que les corbes d'indiferència són corbes. Les corbes són convexes a l'origen, mostrant l'efecte substitució negatiu.

#### Substitutius perfectes
Si els béns són béns substitutius perfectes, les corbes d'indiferències són rectes paral·leles, amb un pendent constant. La relació marginal de substitució serà constant al llarg de tota la corba. Un exemple de funció d'utilitat que està associat amb les corbes d'indiferència com aquestes podria ser: {\displaystyle U\left(x,y\right)=\alpha x+\beta y} .

#### Complementaris perfectes
Si els béns són perfectament complementaris, les corbes d'indiferència tindran forma de "L". Un exemple típic de béns complementaris perfectes seria sabates del peu esquerre i sabates del peu dret. A un consumidor li és indiferent que s'incrementi el nombre de sabates del peu dret mentre no ho facin també les sabates del peu esquerre. La característica més important d'aquests béns és que el consumidor prefereix consumir-los en proporcions fixes. Un exemple de funció com el descrit seria: {\displaystyle U\left(x,y\right)=\min\{\alpha x,\beta y\}} .
Les diverses formes de les corbes impliquen respostes diferents a un canvi en preu com mostra l'anàlisi de la demanda dins de la teoria del consumidor.